# Giuseppe Gazzaniga
Giuseppe Gazzaniga (5 de outubro de 1743 - 1 de fevereiro de 1818) foi membro da escola napolitana de compositores de ópera. Compôs 51 óperas e é considerado um dos últimos compositores italianos de opera buffa.

## Biografia
Nascido em Verona, Gazzaniga foi inicialmente destinado ao sacerdócio a pedido de seus devotos pais. Ele finalmente convenceu seu pai a permitir que ele seguisse uma carreira musical e começou a estudar primeiro em Veneza e depois no Conservatório de Sant'Onofrio a Porta Capuana em Nápoles. Enquanto estava lá, ele foi aluno de Niccolò Piccinni e Nicola Porpora. Gazzaniga apresentou sua primeira ópera, Il barone di Trocchia, no Teatro di San Carlo em 1768. Ele passaria as décadas seguintes escrevendo principalmente óperas na Itália, com exceção de algumas viagens a Dresden, Viena e Praga. Sua ópera mais bem sucedido foi o seu Don Giovanni Tenorio escrito em 1787 para um libreto de Giovanni Bertati, possivelmente, uma inspiração para o libreto de Don Giovanni de Mozart. Sua última ópera, Martino Carbonaro, foi apresentada no Teatro San Moisè em Veneza em 1801. Ele também escreveu uma sinfonia e três concertos para piano.
Em 1791, ele se tornou o diretor musical da Catedral de Crema, na região da Lombardia, no norte da Itália, onde compôs várias obras sacras, incluindo várias cantatas, oratórios e missas. Ele permaneceu nessa posição até sua morte em 1818. Sua vida e obras foram objeto de um estudo detalhado pelo proeminente crítico alemão do século XIX, Friedrich Chrysander.

### Operas
- Il barone di Trocchia (libretto de Francesco Cerlone, intermezzo, 1768, Nápoles)
- La locanda (libretto de Giovanni Bertati, opera buffa, 1771, Veneza)
- Il Calandrino (libretto de Giovanni Bertati, opera buffa, 1771, Veneza)
- Ezio (libretto de Pietro Metastasio, opera seria, 1772, Veneza)
- La tomba di Merlino (libretto de Giovanni Bertati, opera buffa 1772, Veneza)
- L'isola di Alcina (libretto de Giovanni Bertati, opera buffa, 1772, Veneza)
- Zon-Zon (L'inimico delle donne) (libretto de Giovanni Bertati, opera buffa, 1773, Milão)
- Armida (opera seria, 1773, Roma)
- Il matrimonio per inganno (opera buffa, 1773, Pavia)
- Il ciarlatano in fiera (libretto de Pietro Chiari, opera buffa, 1774, Veneza)
- Perseo ed Andromeda (libretto de Vittorio Amedeo Cigna-Santi, 1775, opera seria, Florença)
- L'isola di Calipso (libretto de Giovanni Pindemonte, opera seria, 1775, Verona)
- Il re di Mamalucchi (opera buffa, 1775, Praga)
- Gli errori di Telemaco (libretto de Carlo Giuseppe Lanfranchi-Rossi, opera seria, 1776, Pisa)
- La bizzaria degli umori (opera buffa, 1777, Bologna)
- Il marchese di Verde Antico (composto in collaborazione con Francesco Piticchio, opera buffa, 1778, Roma)
- La vendemmia (libretto de Giovanni Bertati, opera buffa, 1778, Florença)
- Il re dei pazzi (opera buffa, 1778, Veneza)
- La finta folletto o Lo spirito folletto (opera buffa, 1778, Roma)
- Il disertore (Il disertor francese) (libretto de Ferdinando Casoni, 1779, Florença)
- Antigono (libretto de Pietro Metastasio, opera seria, 1779, Roma)
- Il ritorno di Ulisse e Penelope (libretto de Giovanni Andrea Monigalia, opera seria, 1779, Roma)
- La viaggiatrice (libretto de Francesco Saverio Zini, opera buffa, 1780, Nápoles)
- Antigona (libretto de Gaetano Roccaforte, opera seria, 1781, Nápoles)
- La stravagante (libretto de Francesco Saverio Zini, opera buffa, 1781, Nápoles)
- Amor per oro (libretto de Cerilo Arcomeno, opera buffa, 1782, Veneza)
- La creduta infedele (libretto de Francesco Cerlone, opera buffa, 1783, Veneza)
- L'intrigo delle mogli (libretto de Giuseppe Palomba, opera buffa, 1783, Nápoles)
- La dama contadina (opera buffa, 1784, Roma)
- Il serraglio di Osmano o le tre sultane (libretto de Giovanni Bertati, opera buffa, 1784, Veneza)
- Tulio Ostilio (libretto de Francesco Ballani, opera seria, 1784, Roma)
- La moglie capricciosa (opera buffa, 1785, Veneza)
- Il finto cieco (libretto de Lorenzo Da Ponte opera buffa, 1786, Viena)
- Circe (libretto de Domenico Perelli, opera seria, 1786, Veneza)
- La contessa di Novaluna (libretto de Giovanni Bertati, opera buffa,  1786, Veneza)
- Le donne fanatiche (libretto de Giovanni Bertati, 1786, Veneza)
- Don Giovanni Tenorio (libretto de Giovanni Bertati, dramma giocoso, 1787, Veneza)
- La Didone (opera seria, 1787, Veneza)
- La cameriera di spirito (libretto de Gaetano Fiorio, opera buffa, 1787, Veneza)
- L'amore costante (La costanza in amor rende felice) (libretto de Giovanni Bertati, opera buffa, 1787, Veneza)
- Erifile (opera seria, 1789, Veneza)
- Gli Argonauti in Colco (libretto de Antonio Simeone Sografi, opera seria, 1790, Veneza)
- Idomeneo (libretto de Gaetano Sentor, opera seria, 1790, Pádua)
- La disfatta dei Mori (libretto de Giandomenico Boggio, opera seria, 1791, Turim)
- La dama soldato (libretto de Caterino Mazzolà, opera buffa, 1792, Veneza)
- La pastorella nobile (opera buffa, 1793, Fortezza di Palma)
- La donna astuta (opera buffa, 1793, Veneza)
- Il divorzio senza matrimonio ossia La donna che non parla (libretto de Gaetano Sentor, opera buffa, 1794, Modena)
- Fedeltà e amore alla pruova (libretto de Giuseppe Foppa, 1798, Veneza)
- Il marito migliore (libretto de Tomaso Menucci di Goro, opera buffa, 1801, Milão)
- Martino Carbonaro o sia Gli sposi fuggitivi (libretto de Giuseppe Foppa, farsa, 1801, Veneza)

### Música sacra selecionada
- San Mauro Abate (oratório)
- Sansone (oratório)
- I profeti al calvario (oratório)
- Missa pro defunctis
- Te Deum laudamus
- Requiem
- Gloria in excelsis Deo
- Kyrie breve
- Credo
- Tamtum ergo
- Stabat Mater (1800)

### Música instrumental selecionada
- Três concertos para piano
- Uma sinfonia